# 卡皮特爾縣 (聖胡安省)

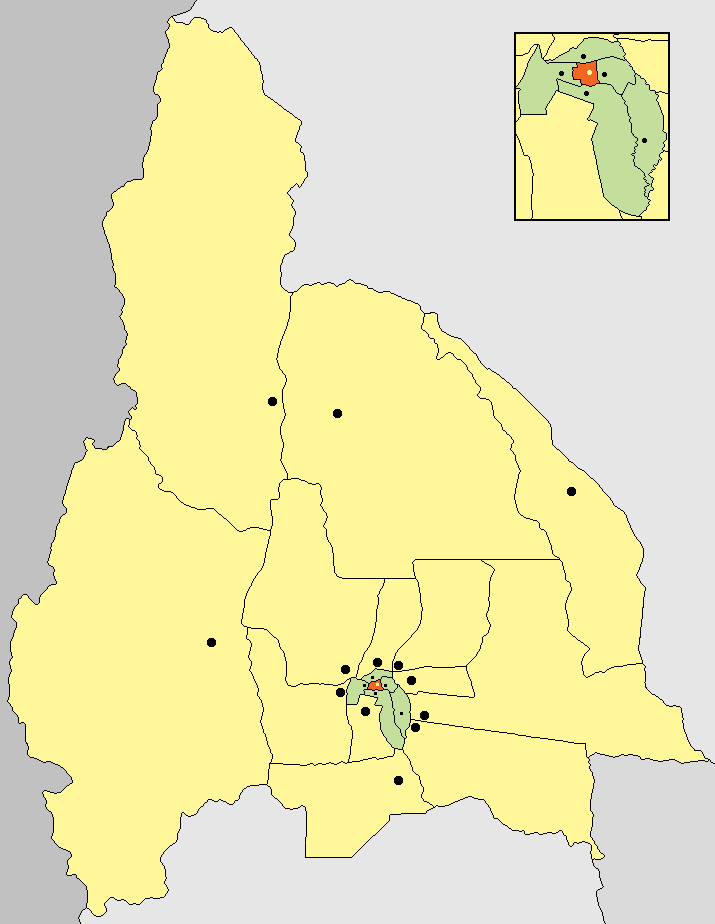

卡皮特爾縣（西班牙語：Departamento Capital）是阿根廷的縣份，位於該國西部聖胡安省，首府設於聖胡安，始建於1886年10月1日，面積30平方公里，2010年人口108,048，人口密度每平方公里3,601.6人。
31°31′S 68°32′W / 31.517°S 68.533°W